# Tako lako
Tako lako šesti je studijski album zagrebačkog rock glazbenika Drage Mlinarca, koji izlazi 1979.g. Album snima u Švedskoj u koprodukciji s Tini Vargom. Žanrom se potpuno vraća rock stilu glazbe, a na snimanju uz švedske glazbenike sudjeluju Eduard Matešić, Hrvoje Marjanović i Tini Varga. Skladbama poput "Stranac", "San", "Nostalgija" i "Ovce", predstavlja svoju osobnu priču. Mlinarec je izdavanje album najavljivao serijom koncerata, a pratili su ga Tin Varga, Nenad Zubak, Eduard Matešić i Vojmir Roša. LP objavljuje diskografska kuća Jugoton, a na njemu se nalazi osam skladbi.

## Popis pjesama
1. "Tako lako" (3:54)
2. "Stranac" (4:22)
3. "Jezera" (3:59)
4. "Ovce" (7:17)
5. "Prijatelj" (4:06)
6. "Vjetar s juga" (2:29)
7. "San" (5:38)
8. "Nostalgija" (4:16)

## Izvođači
- Drago Mlinarec - vokal, akustična gitara, usna harmonika
- Tihomir Tinnie Varga - bas-gitara, električna gitara
- Eduard Matesic - gitare
- Hrvoje Marjanovic - klavijature
- Vojmir Roša -(bubnjevi)

## Vanjske poveznice
- Diskografija Drage Mlinarca